# Ветеран В'єтнаму

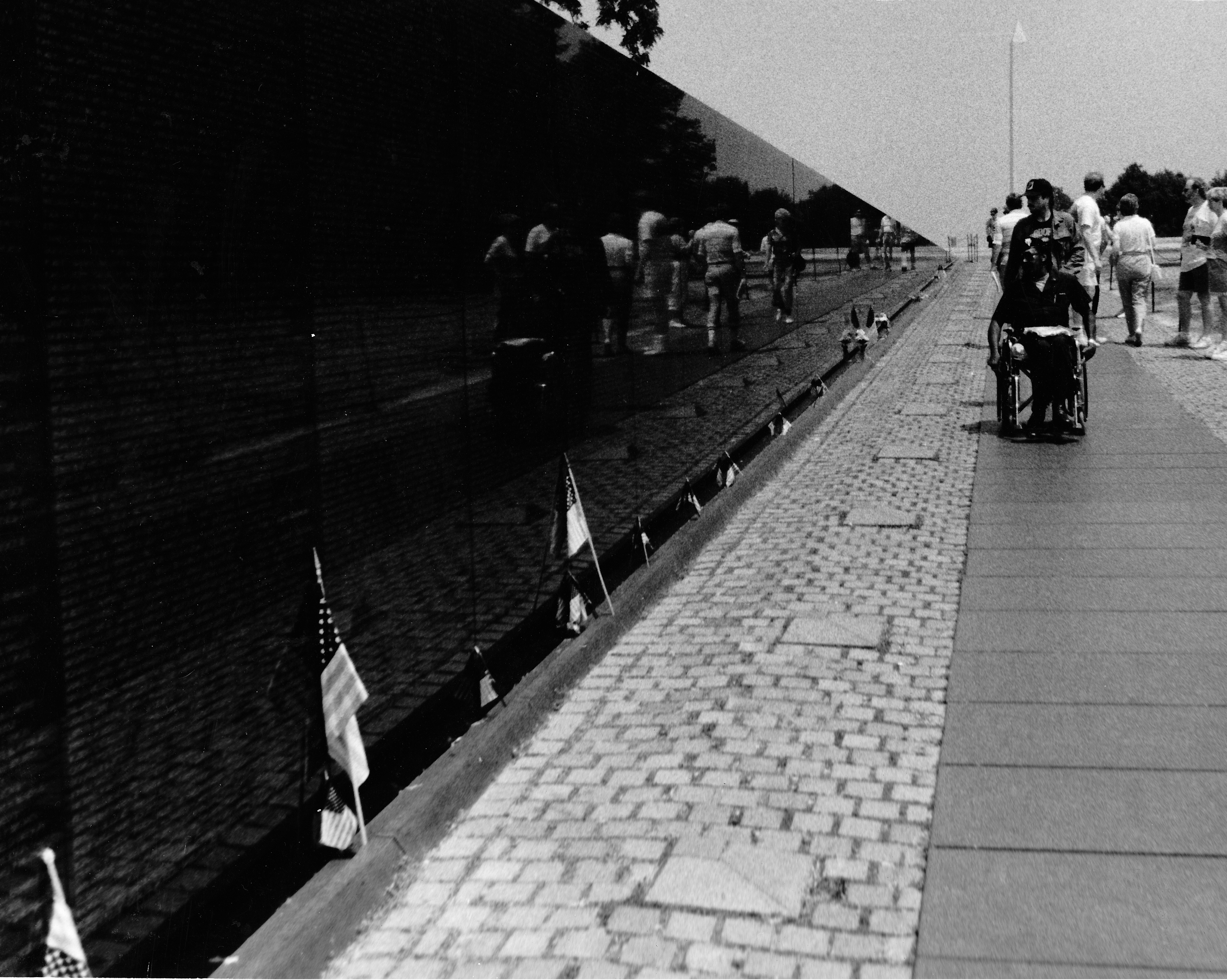
Меморіал ветеранам В’єтнаму у Вашингтоні, округ Колумбія, з ветераном в інвалідному візку праворуч

Ветеран В'єтнаму — це особа, що здійснювала активну військову, морську або повітряну службу в Республіці В'єтнам або пов'язаних з нею структурах під час війни у В'єтнамі.

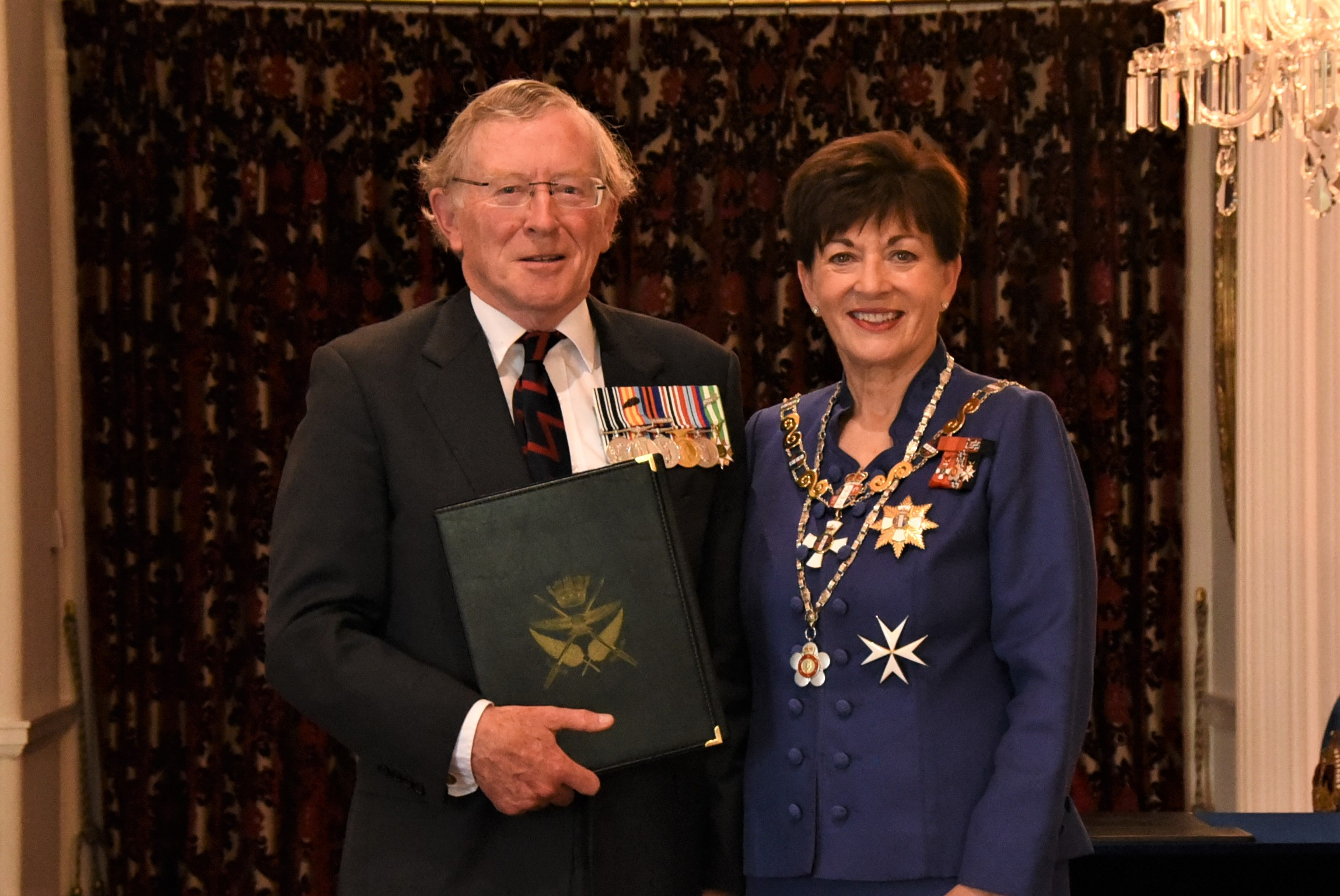
Ветеран армії Нової Зеландії Роб Мунро (ліворуч) отримує нагороду «Пам’ятна згадка» від генерал-губернатора Петсі Редді за дії у В’єтнамі.

Цей термін використовується щодо ветеранів, які служили у збройних силах Південного В’єтнаму, Збройних силах Сполучених Штатів Америки та силах інших союзників Південного В’єтнаму, незалежно від того, чи перебували вони безпосередньо у В’єтнамі під час своєї служби. Проте розрізняють тих, хто служив «у країні», і тих, хто не служив у В’єтнамі, посилаючись на ветеранів «в країні» як «ветерани В’єтнаму», а інших – як «ветерани епохи В’єтнаму». Незважаючи на це, уряд США офіційно називає всіх «ветеранами епохи В’єтнаму».
У Сполучених Штатах термін «ветеран В’єтнаму» зазвичай не використовується стосовно членів Народної армії В’єтнаму, В’єтконгу (також відомого як Фронт національного визволення) чи їх союзників через союз Сполучених Штатів із військами Південного В’єтнаму.
Проте у багатьох країнах Східної та Південно-Східної Азії термін «ветеран В’єтнаму» також стосується союзників Північного В’єтнаму, включаючи Народну армію В’єтнаму, В’єтконг (Фронт національного визволення), Народно-визвольну армію Китаю, і Корейської народної армії Північної Кореї.

## Ветерани Південного В'єтнаму
1. ↑  Definition: Vietnam veteran from 38 USC § 1831(2) | LII / Legal Information Institute. www.law.cornell.edu. Процитовано 12 січня 2023.
2. ↑  Vietnam Era Veterans' Readjustment Assistance Act (VEVRAA) of 1974. U.S. Department of Labor.
3. ↑  Vietnam Veteran Commemoration website's definition of Vietnam Veteran. vietnamwar50th. Процитовано 12 вересня 2022.

Хоча точні цифри невідомі, за деякими оцінками, декілька мільйонів людей служили в Збройних Силах Південного В’єтнаму, переважна більшість – в Армії Республіки В’єтнам (ARVN). З 1969 по 1971 рік у боях гинуло близько 22 000 службовців ARVN на рік. Армія досягла свого піку будучи чисельністю близько 1 000 000 солдатів (у 1972 році). Офіційна кількість загиблих військовослужбовців Південного В'єтнаму становила 220 357 осіб.
Після перемоги Північного В’єтнаму 30 квітня 1975 року багато з ветеранів Південного В’єтнаму, що перебували у країні, були заарештовані та ув’язнені в трудових таборах у пустельних районах. Ветеранів та їхні родини десятиліттями утримували без суду та слідства. Після звільнення вони зазнали значної дискримінації з боку комуністичного уряду. Значна частка південнов’єтнамських ветеранів, що вижили, виїхала з В'єтнаму до країн західного світу, включаючи Сполучені Штати та Австралію, через Гуманітарну операцію (HO) або через неї.

## Ветерани США

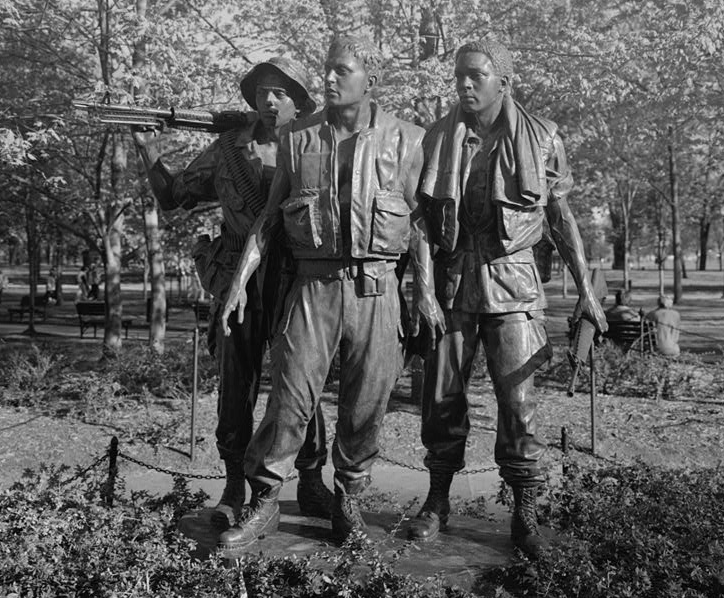
Бронзова статуя Фредеріка Гарта «Три солдати» біля Меморіалу ветеранів В’єтнаму у Вашингтоні, округ Колумбія

За визначенням Міністерства праці США, Закон про допомогу ветеранам війни у В’єтнамі 1974 року (VEVRAA) «ветеран війни у В’єтнамі» – це особо, яка:
- служила на дійсній службі в будь-якій точці світу протягом 180+ днів, будь-яка частина яких припала на період з 5 серпня 1964 року по 7 травня 1975 року, і була звільнена за будь-якої причини, окрім нечесного звільнення;
- була звільнена від служби через інвалідність, пов’язану зі службою, якщо будь-яка частина такої дійсної служби виконувалася між 5 серпня 1964 року та 7 травня 1975 року. "

У 2004 році Бюро перепису населення США повідомило, що в Сполучених Штатах проживало 8,2 мільйона ветеранів епохи В’єтнаму, при цьому 2,59 мільйона з них, як повідомляється, фактично служили "в країні". В результаті конфлікту загинуло понад 58 тисяч військовослужбовців США. Сюди входять смертельні випадки з усіх категорій, включаючи смертельні випадки зниклих безвісти, полонені, неворожі смертельні випадки, вбивства та самогубства. Департамент у справах ветеранів визнає ветеранів, які служили в країні, тоді відомій як Республіка В'єтнам, з 28 лютого 1961 року по 7 травня 1975 року, такими, що мають право на участь у таких програмах, як програма консультування з реадаптації департаменту, також відомих як ветцентри. Війна у В'єтнамі була останньою американською війною, в якій уряд США використовував військову повинність.
Зазначається, що американські військовослужбовці, які служили з 9 січня 1962 року по 7 травня 1975 року, зазнали впливу гербіцидів, таких як Agent Orange.

### ПТСР
Багато ветеранів В’єтнаму страждали від посттравматичного стресового розладу (ПТСР) у безпрецедентній кількості, причому посттравматичний стресовий розлад вразив аж 15,2% ветеранів В’єтнаму. Війна США у В’єтнамі, яку називають першою в історії «фармакологічною війною», отримала таку назву через безпрецедентний рівень психотропних препаратів, які використовували американські військовослужбовці. Збройні сили США регулярно постачали американським військовослужбовцям важкі психотропні препарати, включно з амфетамінами, через що вони не могли належним чином пережити свої травми війни. Збройні сили США охоче роздавали американським військовослужбовцям велику кількість «спідів» (стимуляторів) у формі декседрину (декстроамфетаміну), амфетаміну, який вдвічі сильніший за бензедрин. Солдатам, які вирушали на далеку розвідку або влаштували засідку, згідно зі стандартною військовою інструкцією, передбачалося ввести 20 міліграмів декстроамфетаміну протягом 48 годин у бойовій готовності. Але цю інструкцію щодо важких наркотиків дотримувалися рідко: ліки видавали, за словами ветеранів, «як цукерки», причому майже не звертали уваги на дозу та частоту введення препарату. У період 1966–1969 років армія США надала 225 мільйонів таблеток стимуляторів, переважно декстроамфетаміну, згідно зі звітом Спеціального комітету зі злочинності Палати представників США за 1971 рік. За словами члена взводу дальньої розвідки, наркотики «давали вам відчуття бравади, а також не давали спати. Кожен вигляд і звук були посилені. Ви були втягнуті в це все, і часом ви відчували себе невразливим». Військовослужбовці, які брали участь у проникненні в Лаос, таємному втручанні Сполучених Штатів у громадянську війну в Лаосі, під час чотириденних місій отримали 12 таблеток опіоїду (Darvon), 24 таблетки кодеїну (опіоїдний анальгетик) і 6 таблеток декстроамфетаміну. Крім того, тим, хто служив у спецпідрозділах, які відправлялися на важку, тривалу місію, вводили стероїди .
Однак накачування солдат швидкістю та важкими антипсихотичними препаратами, такими як торазин ( хлорпромазин ), прийшлось дорого, яку ветерани заплатили пізніше. Полегшуючи симптоми, антипсихотики та наркотики запропонували тимчасове полегшення. Однак ці серйозні препарати, які застосовували за відсутності професійного психіатричного нагляду та належної психотерапії, лише пригнічували проблеми та симптоми, але через багато років ветерани часто відчували ці проблеми без лікування та посилювалися. Це значною мірою є причиною того, чому дуже небагато військовослужбовців, порівняно з попередніми війнами, потребували медичної евакуації через бойовий стрес, але рівень ПТСР серед ветеранів після війни досяг безпрецедентного рівня порівняно з попередніми війнами.

## Ветерани з інших народів

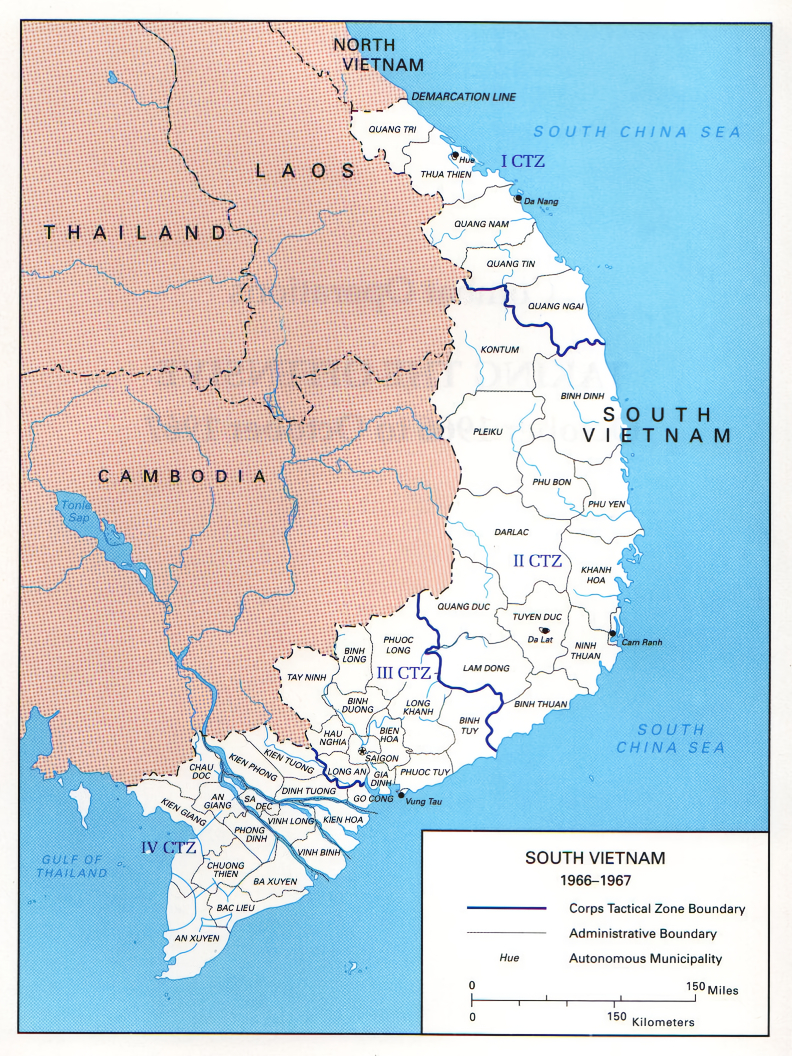
Військові округи Південного В'єтнаму, 1967 рік

Громадяни інших країн воювали в очолюваній США антикомуністичній коаліції, як правило, у складі збройних сил союзних держав, таких як Австралія, Нова Зеландія, Таїланд і Південна Корея, але іноді як службовці Збройних сил США. Китайська Республіка (Тайвань), Іспанія та Філіппіни надавали допомогу в небойових аспектах.

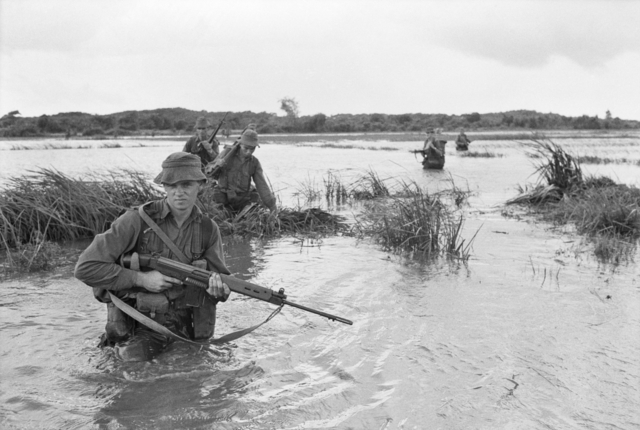
Члени королівського австралійського полку під час патрулювання у вересні 1967 року

### Австралійські ветерани
Австралія розгорнула приблизно три батальйони піхоти, один полк танків Centurion, три ескадрильї RAAF (2SQN Canberra Bombers, 9SQN Iroquois Helicopters і 35 SQN Caribou Transports), 2 батареї Королівської австралійської артилерії та ескадрилью спеціального авіаційного полку (SASR). Королівський флот Австралії (RAN) виконував різноманітні оперативні завдання на морі, на березі та в повітрі. 1-ша австралійська оперативна група складалася з армії, флоту та військово-повітряних сил і керувала всіма австралійськими операціями з 1966 по 1972 рік. 1-ша австралійська група матеріально-технічного забезпечення (1 ALSG) була підрозділом наземної підтримки 1 ATF, що складався з інженерних, транспортних, артилерійських, медичних і обслуговуючих підрозділів. Тренувальні групи австралійської армії почалися після виведення бойових сил у 1971 році. Відповідно до номінального списку ветеранів В’єтнаму уряду Австралії 13 600 членів Королівського флоту Австралії, 41 720 членів австралійської армії та 4 900 членів Королівських повітряних сил Австралії служили у В’єтнамі з 1962 по 1975 рік. Згідно з офіційною статистикою, 501 військовослужбовець загинув або зник безвісти під час війни у В’єтнамі і 2400 були поранені.

### Канадські ветерани
Під час війни понад 30 тисяч канадців служили у Збройних Силах США; 110 канадців загинули у В'єтнамі, семеро вважаються зниклими безвісти. Фред Гріффін, військовий історик з Канадського військового музею, оцінив у Vietnam Magazine (Perspectives), що приблизно 12 000 цих військовослужбовців служили безпосередньо у В’єтнамі. Більшість із них були канадцями, які жили в Сполучених Штатах. Збройні сили Канади не брали участі у військових діях.

### Новозеландські ветерани
Спочатку Нова Зеландія надала команду інженерів RNZE з 25 чоловік з 1964 по 1965 рік. У травні 1965 року Нова Зеландія замінила інженерів на 4-гарматну артилерійську батарею (140 чоловік), яка прослужила до 1971 року. З батареєю за цей час служило 750 чоловік. У 1967 році перша з двох стрілецьких рот піхоти, що отримала назву «Віктор», незабаром після цього прибула рота «Віскі». Понад 1600 новозеландських солдатів бачили бойові дії в цих компаніях протягом 5 років і 9 турів. Також у 1967 році прибула військово-медична бригада у складі медичного персоналу РНЗАФ, РНЗН та РНЗАМК, яка залишалася до 1971 року. (Ця команда була додатковою, але окремою від цивільної медичної бригади, яка прибула в 1963 році і виїхала в 1975 році.) У 1968 році прибув військовий підрозділ NZSAS, який відбув 3 тури до свого виведення. Більшість новозеландців діяли у військовому районі 3 з 1 ATF у Нуї Даті в провінції Фуок Тхуй на північний схід від Сайгону. RNZAF перевозив війська та припаси, виконував вертолітні місії (у складі RAAF) або працював передовим диспетчером польотів у ВПС США. Інші новозеландці з різних родів військ були дислоковані в 1 ALSG у Вунгтау та в штабі новозеландських сил V у Сайгоні. На піку участі Нової Зеландії в 1968 році сила становила 580 чоловік. Разом зі Сполученими Штатами та Австралією Нова Зеландія надала 2 комбіновані тренувальні групи для навчання ARVN і камбоджійських військ з 1971 по 1972 рік. Бойові сили Нової Зеландії та Австралії були виведені в 1971 році. Загальний внесок Нової Зеландії становив майже 4000 осіб з 1964 по 1972 рік. 37 загинули, 187 отримали поранення. Станом на 2010 рік жодного меморіалу на згадку про ці жертви не встановлено. Як і Сполучені Штати та Австралія, ветерани Нової Зеландії були відкинуті народом і урядом після повернення, і не отримали вітального параду до 2008 року. Данина також включала офіційні коронні вибачення. Незважаючи на високі показники смертності новозеландських ветеранів у В’єтнамі, пов’язані з агентом Orange, уряд Нової Зеландії звинувачували в ігноруванні цього питання донедавна. Новозеландський документальний фільм «Jungle Rain: The NZ Story Of Agent Orange and the Vietnam War» (2006) детально обговорює проблему Agent Orange.

### Південнокорейські ветерани
Південна Корея розгорнула приблизно дві армійські дивізії (Столична механізована піхотна дивізія, 9-та піхотна дивізія), одну бригаду Корпусу морської піхоти (2-га бригада морської піхоти) та інші підрозділи підтримки.
За час війни у В'єтнамі Південна Корея направила до В'єтнаму приблизно 320 тисяч військових. У часи найбільшої військової присутності, у 1968 році, Південна Корея утримувала в країні приблизно 48 000 чоловік. Всі війська були виведені в 1973 році. За весь час війни 5099 південнокорейців були вбиті і 10962 поранені.

### Тайські ветерани
Під час війни Таїланд відправив майже 40 000 солдатів-добровольців до Південного В'єтнаму, а до 1969 року їх кількість досягла максимуму в 11 600 . Серед підрозділів були елітні «Кобри королеви» та відомий підрозділ «Чорна пантера» добровольчих сил Королівської армії Таїланду. Королівські військово-повітряні сили Таїланду забезпечили перевезення особового складу та постачання у зв’язку з ВПС Республіки В’єтнам та ВПС США (USAF). Королівський флот Таїланду також надав свій персонал. Останні тайські війська залишили В'єтнам у квітні 1972 року, при цьому загинув 351 вбитий і 1358 поранені.

### Філіппінські ветерани
Філіппіни надіслали « Філіппінську групу громадянських дій » (PHILCAG-V), яка увійшла до В’єтнаму у вересні 1966 року, щоб розгорнути операції в базовому таборі в провінції Тай Нінь на північний захід від Сайгону. До складу небойових сил входили інженерно-будівельний батальйон, медичні та сільські групи розвитку громади, батальйон охорони, а також підрозділ матеріально-технічного забезпечення та штаб. Максимальна чисельність команди досягла 2068 осіб. Незважаючи на те, що роль PHILCAG-V була гуманітарною, 9 співробітників були вбиті та 64 поранені  протягом їхнього 40-місячного перебування внаслідок снайперських атак, мін та мін-пасток. Команда покинула В'єтнам у 1969 році.

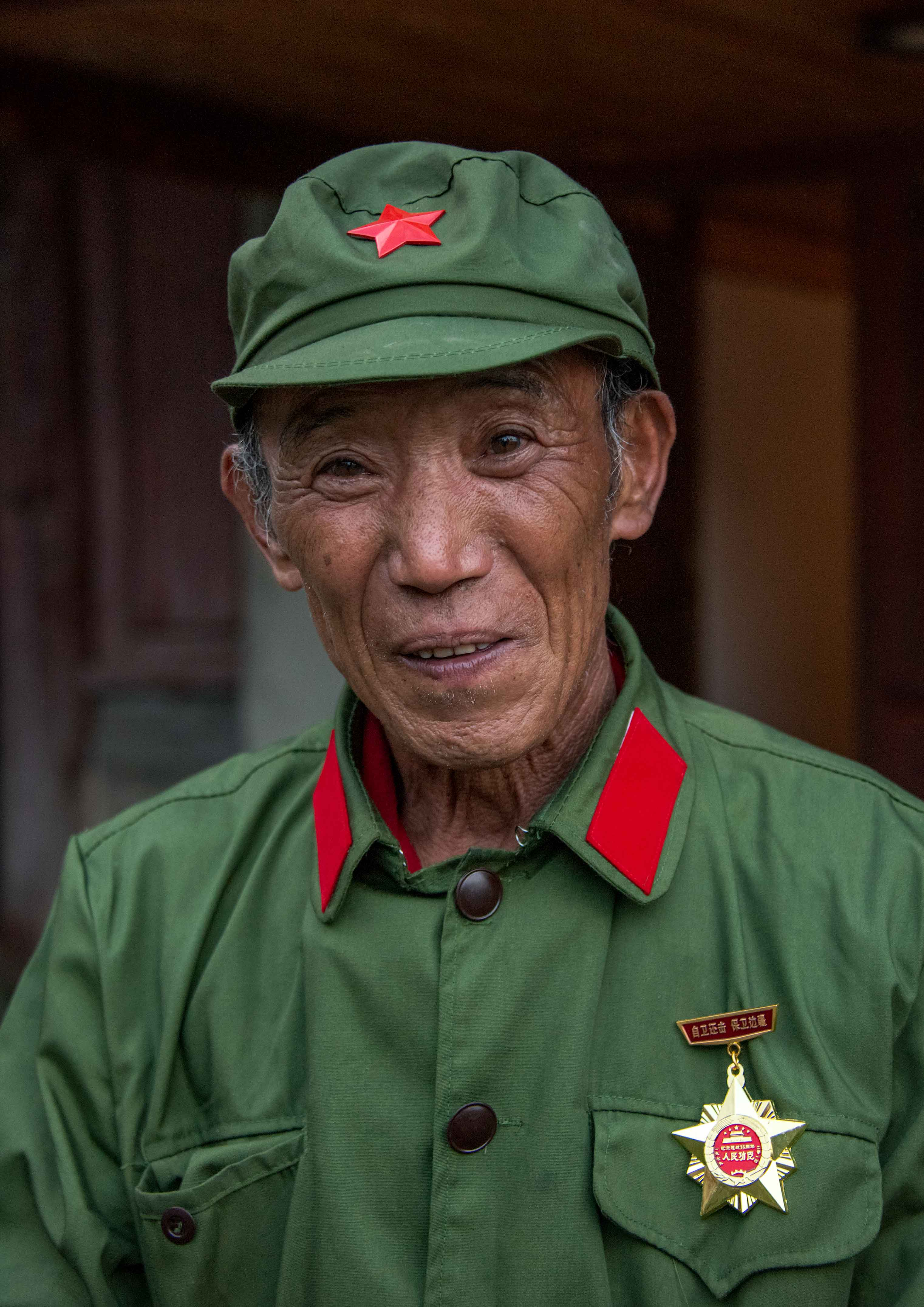
Китайський ветеран В'єтнаму, Народно-визвольна армія

Китайська Народна Республіка розгорнула найбільше іноземних військ для допомоги Північному В’єтнаму, майже 320 000 військовослужбовців Народно-визвольної армії. Матеріально-технічна підтримка, надана Китаєм, уможливила безперервні операції та тактику партизанської війни, яку використовували сили Північного В’єтнаму, незважаючи на спроби під проводом Америки зупинити потік ресурсів по «стежці Хо Ши Міна» до Південного В’єтнаму (Республіка В’єтнам). Американські війська не змогли відповісти на китайські цілі, оскільки вважалося, що таким чином Америка посилить і без того напружені наслідки холодної війни, і вважалося, що це призведе до помсти з боку Радянського Союзу .

### Ветерани СРСР
Радянський Союз таємно направив до В’єтнаму приблизно 4500 солдатів, техніків і пілотів, щоб допомогти переломити війну на користь Півночі. Хоча їхня присутність ніколи не визнавалася ні СРСР, ні будь-якою з держав-наступниць, участь Радянського Союзу була відкритою таємницею. Політика Радянського Союзу щодо розгорнутих підрозділів полягала в тому, щоб називати їх «військовими консультантами». Це розгортання призвело до розвитку повітряних сил Північного В'єтнаму, потім вони були сформовані проти участі Сполучених Штатів у війні. З 1975 по 2002 рік у В'єтнамі загинуло сорок чотири радянських військовослужбовця, переважно в авіаційних катастрофах. Військова співпраця на базі Камрань була продовжена пізнішим урядом Росії до 2002 року.

## Стереотипи
Існують стійкі стереотипи про ветеранів В’єтнаму як про психологічно спустошених, озлоблених, безпритульних, наркозалежних людей, яким було важко адаптуватися в суспільстві, насамперед через унікальний розкольницький характер війни у В’єтнамі в контексті історії США. Цей соціальний розкол виразився у відсутності очікуваної підтримки колишніх військовослужбовців як громадської, так і інституційної шляхом повернення учасників більшості конфліктів у більшості країн. У матеріальному сенсі також пільги для ветеранів епохи В’єтнаму були значно меншими, ніж ті, які надавалися після Другої світової війни. Закон про допомогу ветеранам часів В’єтнаму 1974 року про допомогу в адаптації, зі змінами, 38 U.S.C. § 4212, мав на меті спробувати допомогти ветеранам подолати проблеми.
У 1979 році публічне право 96-22 заснувало перші вет центри  після десятиліття зусиль бойових ветеринарів та інших осіб, які зрозуміли, що ветерани В’єтнаму в Америці та інших країнах (включно з Австралією) стикаються з певними видами проблем реадаптації, пізніше визначених як посттравматичний стрес (ПТС).
Ветерани, особливо в Південній Каліфорнії, були відповідальними за лобіювання програм лікування у вет центрі. У 1981 році вони заснували одну з перших місцевих організацій для ветеранів В’єтнаму, тепер відому як «Село ветеранів». Ветерани мають великий внесок  у впровадження стратегій дебрифінгу та лікування у ширшу спільноту, де вони були адаптовані для життя разом з людьми, які постраждали від насильницьких злочинів, жорстокого поводження, техногенних і природних катаклізмів, а також осіб, які перебувають у правоохоронних органах та реагуванні на надзвичайні ситуації.
Серед інших відомих організацій, які були засновані в той час, є Міжнародне товариство вивчення травматичного стресу та Національна організація допомоги жертвам. Ці організації продовжують вивчати та/або сертифікувати спеціалістів із посттравматичних стресових розладів.
Щоб знайти спокій, тисячі колишніх американських ветеранів відвідали В’єтнам, деякі вирішили переїхати назавжди , щоб вилікувати психологічні і фізичні травми війни, отримані у В’єтнамі. Вони беруть участь у видаленні мін і бомб, що не розірвалися, допомагають людям, постраждалим від агента Orange, навчають в’єтнамців англійської мови та проводять для туристів екскурсії на поле битви у В’єтнамі.

## У масовій культурі
Ветеран В’єтнаму зображувався в художній літературі та фільмах різної якості. Головною темою є труднощі солдатів, які адаптуються від бойових дій до цивільного життя. Ця тема час від часу розглядалася в контексті Другої світової війни в таких фільмах, як «Найкращі роки нашого життя» (1946) і «Чоловіки» (1950). Проте фільми за участю ветеранів В’єтнаму – це набагато більший жанр.
Вважається, що перша поява ветерана В’єтнаму сталася у фільмі «Природжені невдахи» (1967) з Томом Лафліном у ролі Біллі Джека. Більш похмурі за тоном такі фільми, як «Привіт, мамо!» (1970), у якому ветеран Роберт Де Ніро знімає порнографічні домашні фільми, перш ніж вирішить стати міським партизаном, «Чужі в 7А», де команда колишніх десантників підриває банк і погрожує підірвати житловий будинок, «Важка поїздка» (1971) і «Ласкаво просимо додому, хлопці-солдати» (1972), в яких ветерани, що повертаються, зіткаються з нерозумінням і жорстокістю.
У багатьох фільмах, як-от «Війна Гордона» (1973) і «Грім, що котиться» (1977), ветеран використовує свої бойові навички, набуті у В’єтнамі, щоб вести війну зі зловмисниками в Америці. Це також тема «Таксиста» (1976), у якому Роберт Де Ніро грає ветерана війни у В’єтнамі Тревіса Бікла, який веде «війну» проти суспільства наодинці, будуючи плани вбивства кандидата в президенти. Цей фільм надихнув Джона В. Хінклі зробити подібну замах на президента Рональда Рейгана. У подібному ключі «Перша кров» (1982), де Сильвестр Сталлоне виконує культову роль Джона Рембо, ветерана В’єтнаму, який вступає в конфлікт із відділом поліції маленького міста.
Такі фільми, як «Ласкаво просимо додому, Джонні Брістоль» (1972) і «Дев’ята конфігурація» (1979) були новаторськими в зображенні ветеранів, які страждають від посттравматичного стресового розладу, ще до того, як цей синдром став широко відомим. У фільмі  «Народжений четвертого липня» (1989) Том Круз зображує розчарованого ветерана війни з В’єтнамом Рона Ковіча, який, поранений у бою та змушений пересуватися на інвалідному візку, проводить мітинги проти війни. Більш свіжим прикладом є образ зневіреного ветерана Брюсом Дерном у фільмі «Монстр» (2003). Фільми категорії B, які показують ветеранів В’єтнаму з акцентом на дії, насильстві та помсті, належать до піджанру експлуатації під назвою vetsploitation.
На телебаченні першим ветераном В’єтнаму, який став постійним персонажем драматичного серіалу в США, був Лінкольн Кейс у Шосе 66. Кейс, якого зіграв Гленн Корбетт, був представлений у 1963 році, задовго до великого нарощування США у В’єтнамі. Лінк Кейс спочатку зображувався як розлючений, озлоблений чоловік не лише через його жахливий досвід війни (зокрема, потрапив у полон і втечу з табору військовополонених), але й через його похмуре дитинство та тривалу відчуженість від більшої частини своєї сім’ї. Шоу зображувало його намагання знайти мир із собою та іншими.
У 1980-х і 1990-х роках служба у В'єтнамі була частиною передісторії багатьох телевізійних персонажів, зокрема на ролях поліцейських або детективів. Військовий досвід деяких із цих персонажів, таких як Макгайвер, Рік Саймон із Simon &amp; Simon або Сонні Крокетт із Miami Vice, згадувався лише час від часу й рідко ставав центральним у сюжетних лініях. До певної міри написання на фоні В’єтнаму забезпечувало логічну хронологію, але також служило для того, щоб надати цим персонажам більше глибини та пояснити їхні навички, наприклад, Макгайвер служив у підрозділі знешкодження бомб . «Китайський пляж», який транслювався наприкінці 1980-х років, був єдиною телевізійною програмою, у якій фігурували жінки, які були у В’єтнамі як військовослужбовці чи цивільні волонтери.
Томас Магнум з Magnum, PI, Стрінгфелло Хоук з Airwolf і персонажі The A-Team були персонажами, чий досвід у В’єтнамі частіше втілювався в сюжетні лінії. Вони були частиною тенденції початку 1980-х років щодо реабілітації іміджу ветерана В’єтнаму в очах громадськості.
Документальний фільм «У тіні леза» (випущений у 2004 році) возз’єднав ветеранів В’єтнаму та сім’ї загиблих на відреставрованому гелікоптері UH-1 «Huey» у подорожі по пересіченій місцевості, щоб розповісти історії американців, які постраждали від війни.
Прикладом у друкованому вигляді є біографія персонажа Каратель видавництва Marvel Comics, також відомий як Френк Касл. Касл навчився всім своїм бойовим прийомам під час служби у морській піхоті, а також під час трьох бойових турів у В’єтнамі. Через ці події у нього розвинулося нормальне ставлення до самостійного карання винних, що надалі стає визначальною рисою характеру Каслза.

## Дивіться також
- Посттравматичний стресовий розлад
- Посттравматичний стресовий розлад і розлади вживання психоактивних речовин
- Ветерани В'єтнаму Америки
- Меморіал ветеранам В'єтнаму

## Зовнішні посилання
- Vietnam Views – соціальний журнал до 30-ї річниці закінчення війни, який публікує історії тих, хто постраждав від війни.
- Домашня сторінка ветеранів В’єтнаму – оригінальна інформація про ветеранів В’єтнаму в Інтернеті, запущена в День ветерана 1994 року, з історіями, віршами, картами та іншою інформацією від ветеранів В’єтнаму та для них.
- Посібник для ветеранів В’єтнаму щодо розуміння процесу VA. З 2008 року